# تاكاأكي سوزوكي
تاكاأكي سوزوكي (باليابانية: 鈴木 孝明) (مواليد 7 أكتوبر 1981)، هو لاعب كرة قدم ياباني سابق كان يلعب كمهاجم.

## وصلات خارجية
- تاكاأكي سوزوكي على موقع رابطة كرة القدم اليابانية للمحترفين (اليابانية)